# رائول آره‌والو
رائول آره‌والو (اسپانیایی: Raúl Arévalo‎؛ زادهٔ ۲۲ نوامبر ۱۹۷۹) بازیگر اهل اسپانیا است. وی از سال ۲۰۰۱ میلادی تاکنون مشغول فعالیت بوده‌است.
از فیلم‌ها یا مجموعه‌های تلویزیونی که وی در آن‌ها نقش داشته‌است، می‌توان به باران تابستان و هر چه بیشتر، بهتر اشاره نمود.

## فیلم‌شناسی
فهرست برخی از فیلم‌هایی که رائول آره‌والو در آن‌ها به ایفای نقش پرداخته است:
- آبی تیره تقریباً سیاه (۲۰۰۶)
- باران تابستان (۲۰۰۶)
- آفتابگردان‌های کور (۲۰۰۸)
- پسرعموها (۲۰۱۱)
- فارغ‌التحصیلی روح (۲۰۱۲)
- خیلی هیجان‌زده‌ام (۲۰۱۳)
- زندگی غیرمنتظره (۲۰۱۴)
- موج جنایت (۲۰۱۴)
- لجن‌زار (۲۰۱۵)
- دزدی از دزد (۲۰۱۶)
- خشم مردی صبور (۲۰۱۶)
- سفارت (۲۰۱۶)
- اخطار (۲۰۱۸)
- هر چه بیشتر، بهتر (۲۰۲۱)